# Isomaltulose
A isomaltulose (nome comercial Palatinose, nome químico 6- O -α- D -glucopiranosil- D -frutose) é um carboidrato dissacarídeo composto por glicose e frutose. É produzida industrialmente a partir do açúcar de mesa (sacarose) e utilizada como alternativa ao açúcar, estando presente naturalmente no mel e nos extratos de cana-de-açúcar;
A isomaltulose tem gosto semelhante ao açúcar de mesa, com metade do dulçor. Tem o mesmo valor calórico que o açúcar de mesa, mas é digerida mais lentamente e, portanto, leva a uma menor resposta da glicose e insulina no sangue. Em comparação com a sacarose e a maioria dos outros carboidratos, a isomaltulose não é um substrato significativo para bactérias orais. Conseqüentemente, a produção de ácidos pela fermentação da isomaltulose na boca é demasiadamente lenta para promover a cárie dental. Suas propriedades físicas se assemelham muito às propriedades da sacarose, facilitando seu uso em receitas e processos existentes.
A isomaltulose é fabricada por meio de um rearranjo enzimático (isomerização) da sacarose a partir de açúcar de beterraba. Desde a década de 1950, o seu papel fisiológico e as suas propriedades físicas têm sido extensivamente estudados. A isomaltulose tem sido utilizada como alternativa para substituir o açúcar em alimentos no Japão desde 1985, na UE desde 2005, nos EUA desde 2006 e na Austrália e Nova Zelândia desde 2007, além de outros países do mundo.
A isomaltulose pode ser digerida em glicose e frutose, de forma semelhante à sacarose. No entanto, enquanto na sacarose a glicose está ligada ao carbono anomérico da frutose (por meio de uma ligação glicosídica α-1,2), na isomaltulose a ligação é no carbono 6 (α-1,6), tornando a isomaltulose um açúcar redutor, ao contrário da sacarose. A frutose presente na isomaltulose se apresenta em uma estrutura de anel que se abre para exibir um grupo carbonila, o que explica por que a isomaltulose é um açúcar redutor.
A isomaltulose é um carboidrato pouco digerível que é usada como substituto do açúcar, por exemplo, em doces e confeitos sem açúcar, e também pode ser hidrogenada para produzir isomalte.

## Função
Do ponto de vista nutricional, a isomaltulose é uma fonte de energia alimentar, fornecendo a mesma quantidade de energia que a sacarose. Assim como a sacarose, a isomaltulose proporciona dulçor aos alimentos, mas tem apenas a metade do dulçor da sacarose. No preparo e processamento de alimentos, tanto a isomaltulose quanto a sacarose possuem características semelhantes. Isso permite que as receitas que utilizam sacarose possam substituí-la por isomaltulose ou utilizá-la em conjunto.

### Carboidrato disponível
A isomaltulose é um carboidrato disponível, tal como a sacarose e a maioria dos outros açúcares ou maltodextrinas, visto que é totalmente metabolizada no intestino delgado e não alçança o intestino grosso, nem é excretada pela urina.
No processo de digestão em humanos, a isomaltulose é completamente digerida e absorvida. Sua digestão envolve a enzima <a href="https://en.wikipedia.org/wiki/Isomaltase" rel="mw:ExtLink" title="Isomaltase" class="cx-link" data-linkid="211">isomaltase</a>, que está localizada na superfície da borda em escova que reveste a parede interna do intestino delgado. Esta enzima está envolvida na digestão das ligações α-1,6 comumente presentes nos amidos. Os produtos da digestão da isomaltulose são a glicose e a frutose, que são absorvidas e alcançam a corrente sanguínea, seguindo então as mesmas vias metabólicas no organismo como os produtos da quebra enzimática da sacarose. Embora a frutose seja convertida principalmente em reservas de glicose ou glicogênio no fígado, a glicose do intestino delgado e do fígado é distribuída através do sistema circulatório para diferentes partes do corpo, onde serve ao metabolismo celular como fonte de energia direta, ou indireta, após o armazenamento como glicogênio nos tecidos, especialmente no músculo esquelético.

### Fonte de energia
A isomaltulose é um carboidrato disponível, e seu valor energético é idêntico ao da sacarose. Para ambos, é de 4 kcal/g (17 kJ/g), valor que é utilizado na rotulagem de alimentos ou no planejamento alimentar.

### Liberação lenta e sustentada de carboidratos e energia
A isomaltulose é digerida e absorvida lentamente. Portanto, ela é gradualmente liberada como glicose e frutose na corrente sanguínea. A digestão enzimática da sacarose e da isomaltulose ocorre no mesmo complexo enzimático sacarase-isomaltase, localizado no intestino delgado. Vários estudos mostram que este complexo decompõe a isomaltulose mais lentamente do que a sacarose. A taxa máxima à qual a isomaltase pode processar a isomaltulose (Vmax) é 4,5 vezes inferior ao da sacarase.
Desta forma, como resultado da digestão mais lenta, a isomaltulose leva mais tempo através do intestino delgado em comparação à sacarose, como evidenciado pela diferença nas respostas de incretina que provocam. O hormônio incretina polipeptídeo insulinotrópico dependente de glicose (GIP) é secretado pela parte proximal do intestino delgado em quantidades menores após a ingestão de isomaltulose comparado à sacarose. O hormônio incretina peptídeo-1 semelhante ao glucagon (GLP-1) é secretado pela parte distal do intestino delgado em quantidades maiores como resposta à isomaltulose comparado à sacarose.
A absorção de energia na forma de carboidrato da isomaltulose é prolongada, pu seja, ocorre em um tempo maior, em comparação à sacarose. O fornecimento sustentado de energia resultante da isomaltulose ao organismo é refletido na forma prolongada da curva de resposta glicêmica (curva da glicose no sangue).

### Menor glicose no sangue e resposta à insulina
As concentrações de glicose e insulina no sangue após a ingestão de isomaltulose são mais baixas comparadas às resultqados da digestão da sacarose ou glicose, dando à isomaltulose um índice glicêmico (IG) de 32, conforme registrado no banco de dados GI da Universidade de Sydney. Em comparação, o IG da sacarose é 67, e o IG da glicosé é 100, tornando a isomaltulose um carboidrato com baixo IG (IG<55).
A confirmação da baixa resposta glicêmica da isomaltulose é fornecida por numerosos estudos realizados com diferentes grupos populacionais, incluindo, pessoas saudáveis, pessoas com sobrepeso ou obesas, pessoas pré-diabéticas e pacientes com diabetes tipo 1 ou tipo 2. Estes estudos demonstram a menor resposta glicêmica da isomaltulose e também a redução na resposta de insulina associada, quando esta é testada. O papel na secreção da incretina GLP-1 está bem estabelecido, hormônio este que é secretado em resposta à absorção distal de carboidratos e limita o aumento da concentração de glicose no sangue após uma refeição.
Uma alegação correspondente à baixa resposta glicémica da isomaltulose e seu potencial para redução da resposta da glicose no sangue quando substitui outros açúcares nos alimentos foi aprovada na legislação da UE após a publicação de um parecer positivo da Autoridade Europeia para a Segurança dos Alimentos.
Consumida a longo prazo, uma dieta incluindo carbohidratos que reduz a elevação da glicemia e a necessidade associada de insulina pode apoiar a redução do risco e o gerenciamento do diabetes mellitus, das doenças cardiovasculares e, possivelmente, do excesso de peso e da obesidade. Isto foi indicado pelo consenso do Consórcio Internacional de Qualidade de Carboidratos constituídos por especialistas em nutrição. O monitoramento contínuo da concentração de glicose no sangue durante 24 horas após dietas que incluem isomaltulose em substituição à sacarose reduz o perfil de glicose no sangue ao longo do dia, como resultado de uma resposta mais baixa da glicose no sangue às refeições individuais.
Uma dieta com mais baixa carga glicêmica pode ser alcançada através de alimentos com baixo IG, dentro de cada grupo de alimentos (frutas, vegetais, grãos integrais, etc.). O uso da isomaltulose, em lugar da sacarose e outros carboidratos, permite a produção de produtos alimentícios com menor IG. Vários estudos fornecem evidências de melhorias no controle da glicemia e no metabolismo lipídico em pessoas diabéticas e não diabéticas após o consumo regular de isomaltulose, quando comparada com outros carboidratos, como sacarose, maltodextrina ou glicose.

#### Controle de peso e composição corporal
Vários estudos avaliaram os efeitos na oxidação lipídica e outras respostas metabólicas na substituição de açúcares por isomaltulose em alimentação (ou bebidas) ingeridas por adultos saudáveis, com sobrepeso, obesos, e com ou sem tolerância diminuída à glicose, embora frequentemente sedentários. Esses estudos demonstraram que a isomaltulose desempenha um papel relevante na redução da adiposidade. A gordura abdominal diminui quando isomaltulose é usada em substituição à sacarose ou em substituição às calorias no café da manhã (substituição de carboidratos). Isto se deve, ao menos em parte, por uma resposta de GIP mais baixa e de GLP-1 mais alta, quando carboidratos são digeridos e absorvidos lentamente na parte inferior (distal) do intestino delgado.

#### Atividade física e nutrição esportiva
Outros estudos avaliaram os potenciais benefícios da liberação lenta e sustentada de carboidratos durante atividade física. Usando isomaltulose em substituição a outros carboidratos, maiores taxas de oxidação de gordura ocorrem, inclusive durante atividades de resistência, onde a preservação do glicogênio é importante. Além disso, estudos utilizando uma bebida proteica demonstraram que a incorporação de isomaltulose e um suplemento nutricional (β-hidroxi-β-metilbutirato) pode ajudar na recuperação de exercícios de resistência, reduzindo danos musculares e melhorando o desempenho atlético.

#### Pacientes com diabetes tipo 1 praticantes de atividade física
Em pessoas com diabetes tipo 1, a utilização de isomaltulose em lugar de glicose como parte de uma carga moderada de carboidratos antes do exercício melhora o controle da glicemia e protege contra a hipoglicemia, mantendo o desempenho na corrida. O risco reduzido de hipoglicemia induzida pelo exercício surge em parte de uma menor necessidade de insulina por injeção (50% menor) quando se utiliza isomaltulose e também devido à maior contribuição da oxidação de gordura para o metabolismo energético, o que preserva os estoques de glicogênio, reduzindo ainda mais o risco de hipoglicemia.

### Desempenho cognitivo (humor e memória)
A taxa de fornecimento de glicose através dos carboidrados da dieta pode afetar o desempenho cognitivo, com efeitos sobre o humor e a memória, de acordo com vários estudos que compararam a isomaltulose com carboidratos de maior índice glicêmico ingeridos no café da manhã. Estes estudos demonstraram melhorias no humor e na memória de crianças saudáveis, adultos de meia-idade e adultos idosos.

### Saúde bucal
A isomaltulose é “gentil para os dentes”. A fermentação de carboidratos por bactérias na boca (especialmente nos dentes) é responsável pela formação de placa dental e redução do pH da boca. O ácido produzido pelas bactérias da placa dental inicia a desmineralização dos dentes, favorecendo a cárie dentária. A isomaltulose resiste amplamente à fermentação por bactérias orais, com uma produção não significativa de ácidos na boca, conforme mostrado pela telemetria de pH. Com base nessas evidências foram aprovadas alegações de propriedade funcional ou de saúde tanto pela Food and Drug Administration nos EUA como pelas autoridades europeias, na sequência de um parecer positivo da Autoridade Europeia para a Segurança dos Alimentos.

## Produção e ensaios
A enzima isomaltulose sintase, produzida pela bactéria Protaminobacter rubrum, é usada para transformar sacarose em isomaltulose. A enzima e sua fonte foram descobertas pela empresa alemã Südzucker em 1950.
Os métodos analíticos para caracterização e estudo da isomaltulose comercial são estabelecidos, por exemplo, no Food Chemicals Codex.

## Utilização
A isomaltulose é utilizada em alimentos, bebidas e produtos para a saúde devido às suas diversas propriedades. É usada em alimentos e bebidas, onde fornece um perfil de dulçor natural, semelhante ao da sacarose, com um poder adoçante de cerca de metade do da sacarose, e sem sabor residual. Apresenta baixahigroscopia, conferindo-lhe fluidez em pós, que podem ser facilmente utilizados em bebidas e outros produtos instantâneos. É estável durante o processamento, mesmo em condições ácidas. Nas bebidas esportivas, por exemplo, a propriedade isotônica pode ser mantida durante o armazenamento durante o prazo de validade da bebida.
A isomaltulose encontra aplicação em produtos de panificação, glacês e coberturas para bolos, cereais matinais, barras de cereais, laticínios, confeitaria (chocolates, geléias, confeitos mastigáveis e chicletes), sobremesas congeladas, sucos de frutas, bebidas de malte, bebidas esportivas, energéticas, e instantâneas, além de alimentação para fins especiais.
A isomaltulose é permitida para uso em alimentos e bebidas em diversas regiões do mundo. Por exemplo, é Geralmente Reconhecida como Segura (GRAS) pela Food and Drug Administration dos EUA, e aprovada como novo alimento pela Comissão Europeia. No Japão, tem o status FOSHU (alimento para uso específico de saúde).
A partir da isomaltulose, é possível produzir isomalte, um carboidrato pouco digerível que é usado como substituto do açúcar, por exemplo, em doces e confeitos sem açúcar.